# Mompha africanella
Mompha africanella é uma espécie de mariposa do gênero Mompha pertencente à família Coleophoridae.